# Saison 2014 de l'équipe cycliste Omega Pharma-Quick Step

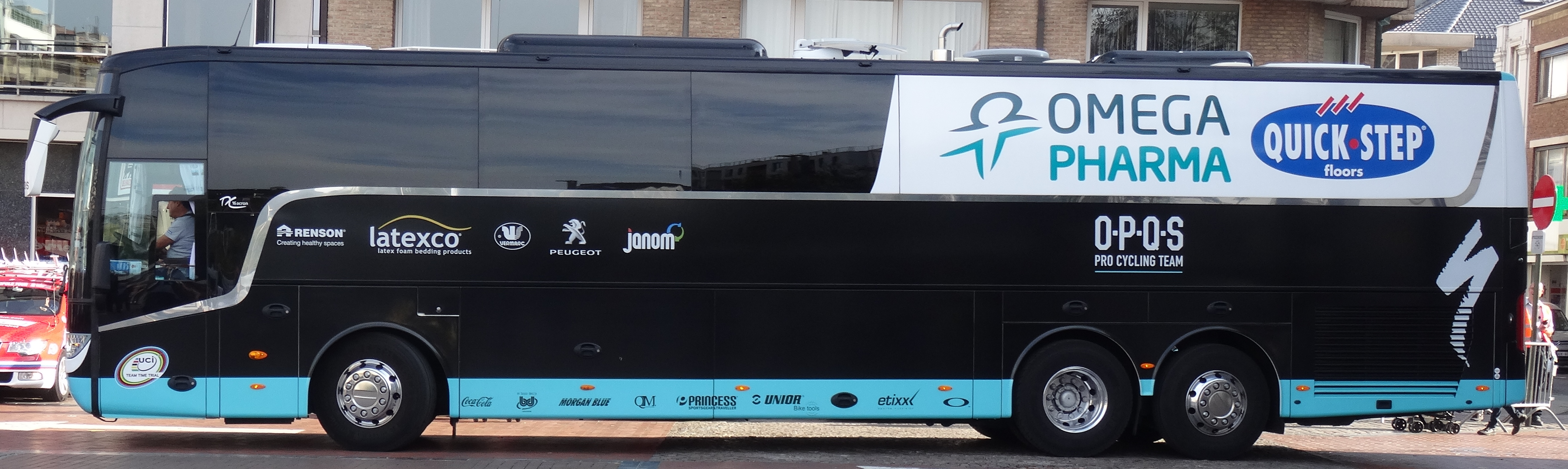
Le bus principal de l'équipe lors de la 3e étape de l'Eurométropole Tour 2014 à Blankenberge.

La saison 2014 de l'équipe cycliste Omega Pharma-Quick Step est la douzième saison au total de la formation belge, mais la troisième saison de l'équipe avec le nouveau sponsor Omega Pharma arrivé de l'ancienne Omega Pharma-Lotto et Quick Step, rapprochement fait en cours d'année 2011. En tant qu'équipe World Tour, l'équipe participe à l'ensemble du calendrier de l'UCI World Tour du Tour Down Under en janvier au Tour de Pékin en octobre. Parallèlement au World Tour, Omega Pharma-Quick Step peut participer aux courses des circuits continentaux de cyclisme.
Les principaux coureurs de cette équipe sont Tom Boonen, Tony Martin, Mark Cavendish ainsi que la recrue Rigoberto Urán.

## Préparation de la saison 2014

### Sponsors et financement de l'équipe
L'équipe Omega Pharma-Quick Step appartient depuis 2011 à la société Decolef, détenue par l'homme d'affaires tchèque Zdeněk Bakala à 70 %, par Patrick Lefevere, manager de l'équipe, à 20 % et par l'homme d'affaires néerlandais et ancien chief executive officer (CEO) de Belgacom Bessel Kok à 10 %,,,. Le budget de l'équipe pour l'année 2014 est de 15 millions d'euros.
Outre ces sponsors-titres, plusieurs entreprises sont partenaires de l'équipe Omega Pharma-Quick Step. Innergetic, marque appartenant à l'entreprise Latexco, est associée de longue date aux équipes dirigées par Patrick Lefevere. Renson, entreprise de ventilation et protection solaire, est un nouveau sponsor qui s'est engagé pour les saisons 2013 et 2014 et dont le logo apparaît sur les cuissards des coureurs,. Les entreprises Omega Pharma, Quick Step, Latexco et Renson ont la particularité d'être domiciliées dans le même secteur, en région flamande. Une autre entreprise belge, Vermarc (nl), fournit les vêtements de l'équipe et en dessine le maillot. La société d'investissement slovaque Janom est également sponsor de l'équipe depuis 2012. Grâce à elle, l'équipe a pu effectuer un stage de team building dans une base militaire slovaque, en fin d'année 2012,,.
Le fournisseur de cycles de l'équipe est Specialized. Fournisseur de Quick Step de 2007 à 2009, la marque américaine revient dans l'équipe en 2012 après avoir sponsorisé Alberto Contador et ses équipes successives en 2010 et 2011, année où la marque équipe également la formation HTC-Highroad .

### Arrivées et départs
| Arrivées           | Équipe 2013        |
| ------------------ | ------------------ |
| Julian Alaphilippe | Etixx-iHNed        |
| Jan Bakelants      | RadioShack-Leopard |
| Thomas De Gendt    | Vacansoleil-DCM    |
| Wout Poels         | Vacansoleil-DCM    |
| Mark Renshaw       | Belkin             |
| Rigoberto Urán     | Sky                |
| Petr Vakoč         | Etixx-iHNed        |

| Départs            | Équipe 2014           |
| ------------------ | --------------------- |
| Sylvain Chavanel   | IAM                   |
| Dries Devenyns     | Giant-Shimano         |
| Bert Grabsch       | retraite              |
| Jérôme Pineau      | IAM                   |
| František Raboň    | Specialized Racing XC |
| Kristof Vandewalle | Trek Factory Racing   |
| Peter Velits       | BMC Racing            |

## Coureurs et encadrement technique

### Effectif

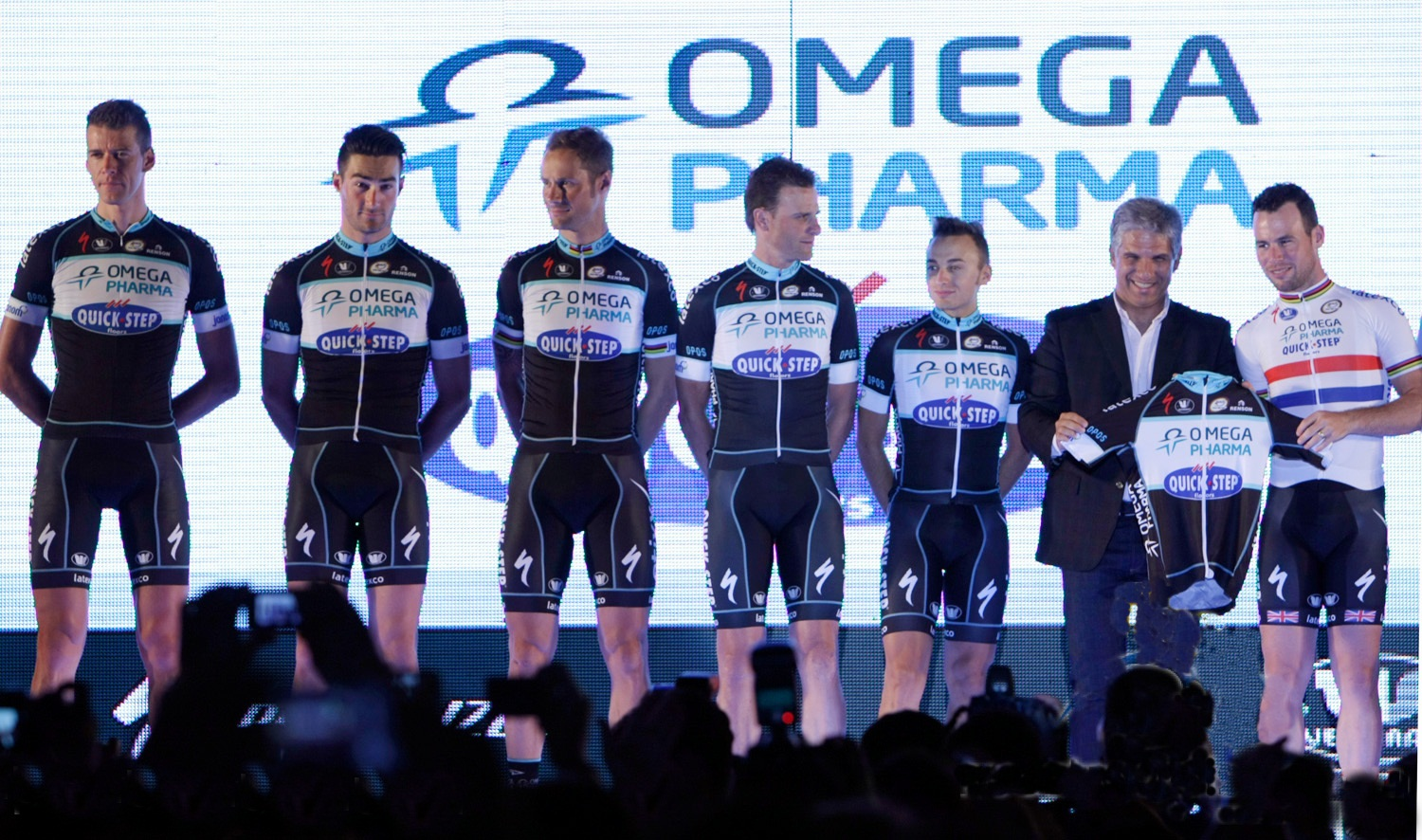
L'équipe lors du Tour de San Luis 2014.

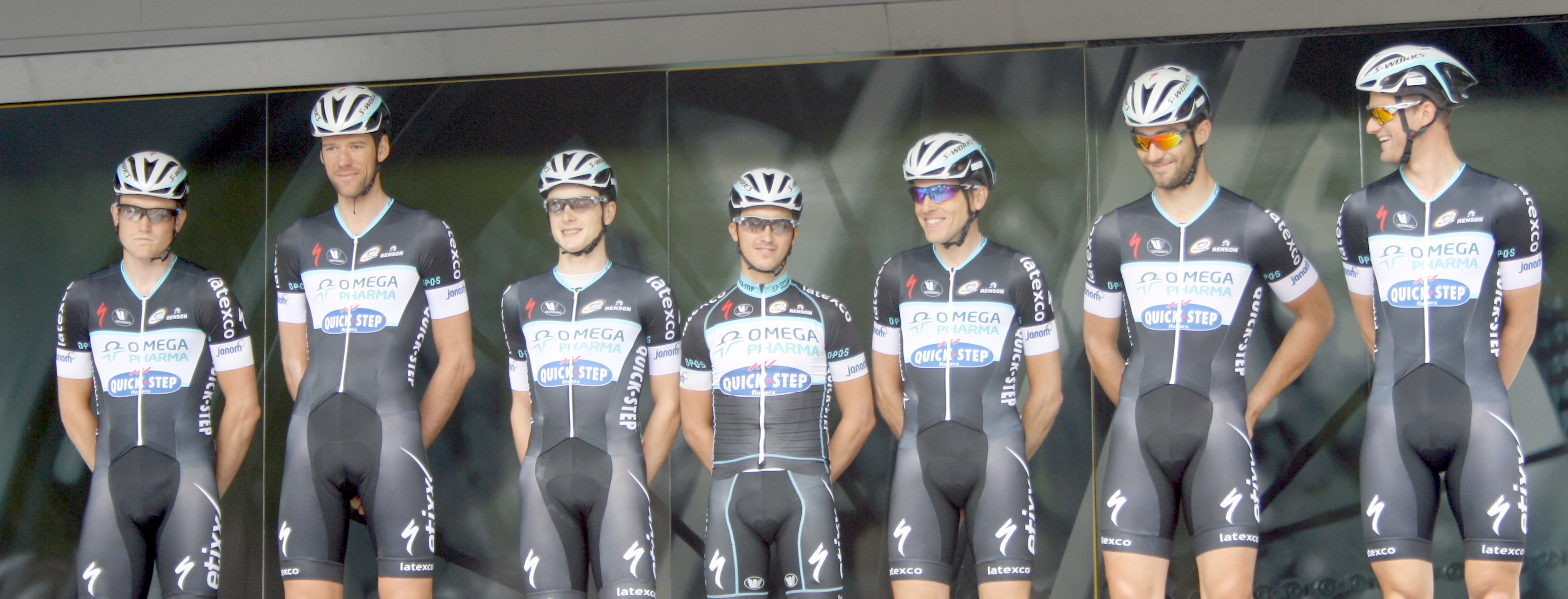
L'équipe lors de la World Ports Classic 2014.

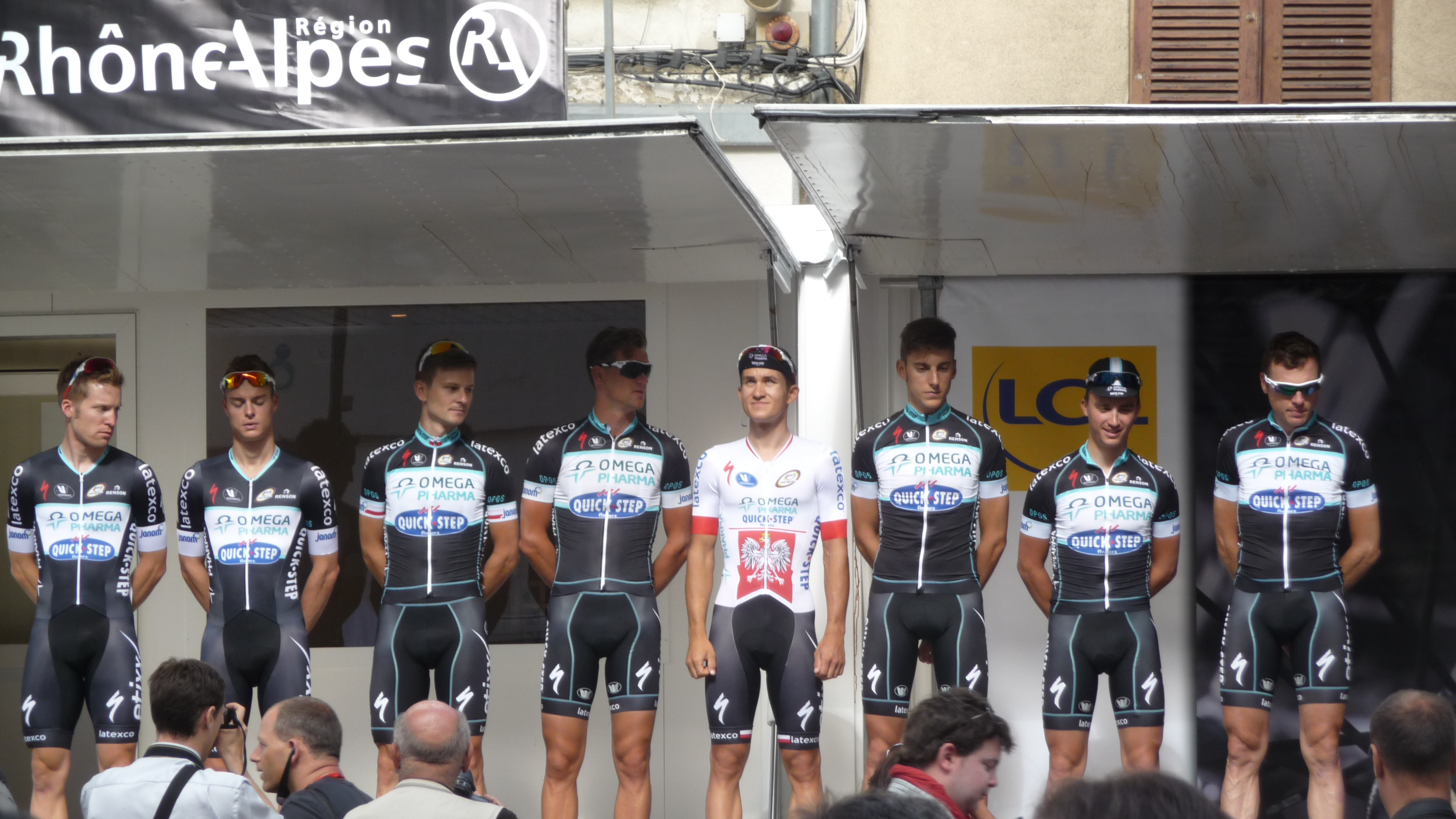
L'équipe lors du Critérium du Dauphiné 2014.

| Cycliste                 | Date de naissance | Nationalité | Équipe 2013             |
| ------------------------ | ----------------- | ----------- | ----------------------- |
| Julian Alaphilippe       | 11 juin 1992      | France      | Etixx-iHNed             |
| Jan Bakelants            | 14 février 1986   | Belgique    | RadioShack-Leopard      |
| Tom Boonen               | 15 octobre 1980   | Belgique    | Omega Pharma-Quick Step |
| Gianluca Brambilla       | 22 août 1987      | Italie      | Omega Pharma-Quick Step |
| Mark Cavendish           | 21 mai 1985       | Royaume-Uni | Omega Pharma-Quick Step |
| Thomas De Gendt          | 6 novembre 1986   | Belgique    | Vacansoleil-DCM         |
| Kevin De Weert           | 27 mai 1982       | Belgique    | Omega Pharma-Quick Step |
| Andrew Fenn              | 1er juillet 1990  | Royaume-Uni | Omega Pharma-Quick Step |
| Michał Gołaś             | 29 avril 1984     | Pologne     | Omega Pharma-Quick Step |
| Iljo Keisse              | 21 décembre 1982  | Belgique    | Omega Pharma-Quick Step |
| Michał Kwiatkowski       | 2 juin 1990       | Pologne     | Omega Pharma-Quick Step |
| Nikolas Maes             | 9 avril 1986      | Belgique    | Omega Pharma-Quick Step |
| Tony Martin              | 23 avril 1985     | Allemagne   | Omega Pharma-Quick Step |
| Gianni Meersman          | 5 décembre 1985   | Belgique    | Omega Pharma-Quick Step |
| Serge Pauwels            | 21 novembre 1983  | Belgique    | Omega Pharma-Quick Step |
| Alessandro Petacchi      | 3 janvier 1974    | Italie      | Omega Pharma-Quick Step |
| Wout Poels               | 1er octobre 1987  | Pays-Bas    | Vacansoleil-DCM         |
| Mark Renshaw             | 22 octobre 1982   | Australie   | Belkin                  |
| Pieter Serry             | 21 novembre 1988  | Belgique    | Omega Pharma-Quick Step |
| Gert Steegmans           | 30 septembre 1980 | Belgique    | Omega Pharma-Quick Step |
| Zdeněk Štybar            | 11 décembre 1985  | Tchéquie    | Omega Pharma-Quick Step |
| Niki Terpstra            | 18 mai 1984       | Pays-Bas    | Omega Pharma-Quick Step |
| Matteo Trentin           | 2 août 1989       | Italie      | Omega Pharma-Quick Step |
| Rigoberto Urán           | 6 janvier 1987    | Colombie    | Sky                     |
| Petr Vakoč               | 11 juillet 1992   | Tchéquie    | Etixx-iHNed             |
| Guillaume Van Keirsbulck | 14 février 1991   | Belgique    | Omega Pharma-Quick Step |
| Stijn Vandenbergh        | 25 avril 1984     | Belgique    | Omega Pharma-Quick Step |
| Martin Velits            | 21 février 1985   | Slovaquie   | Omega Pharma-Quick Step |
| Julien Vermote           | 26 juillet 1989   | Belgique    | Omega Pharma-Quick Step |
| Carlos Verona            | 4 novembre 1992   | Espagne     | Omega Pharma-Quick Step |

Portraits
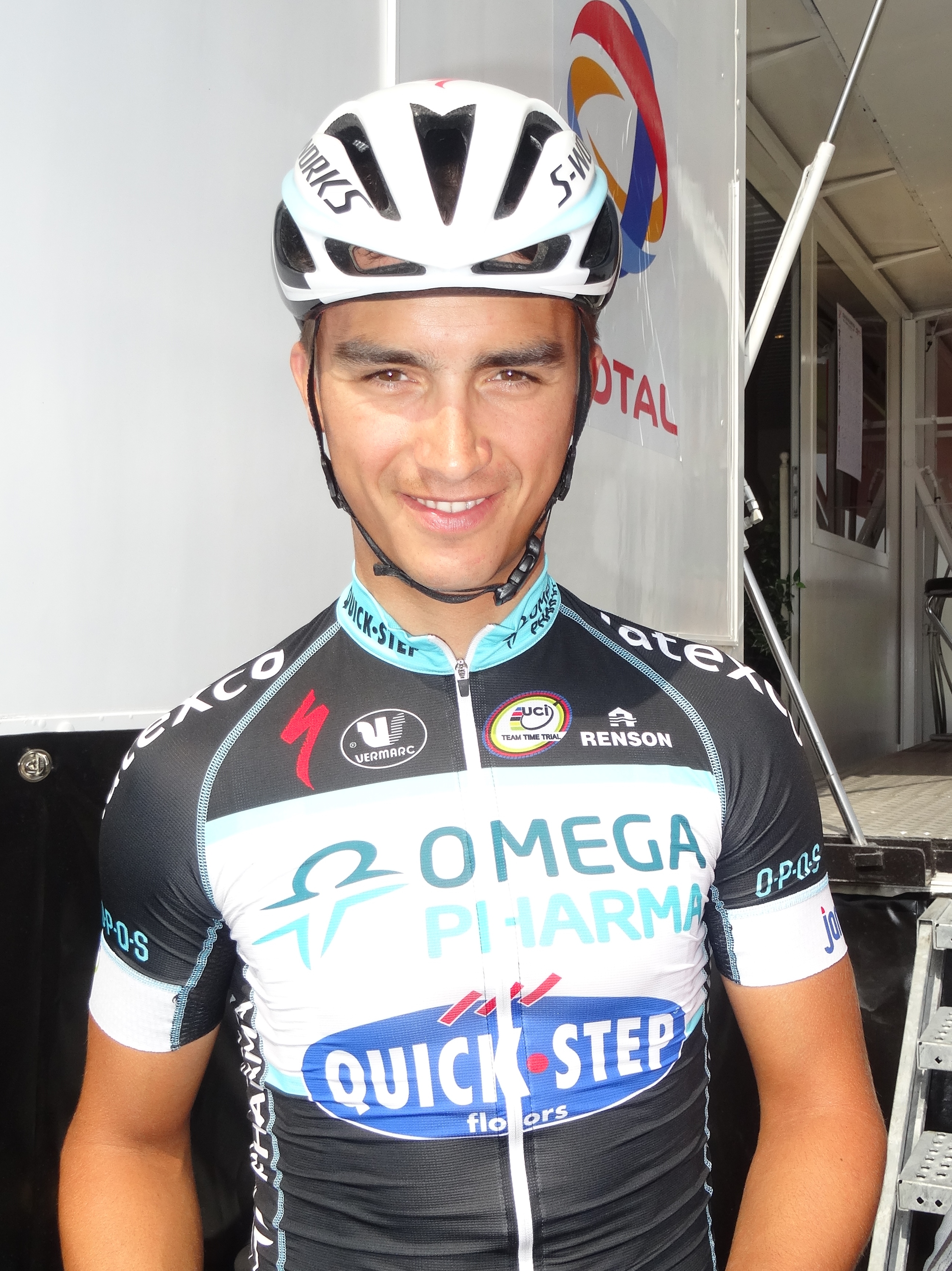
Julian Alaphilippe.
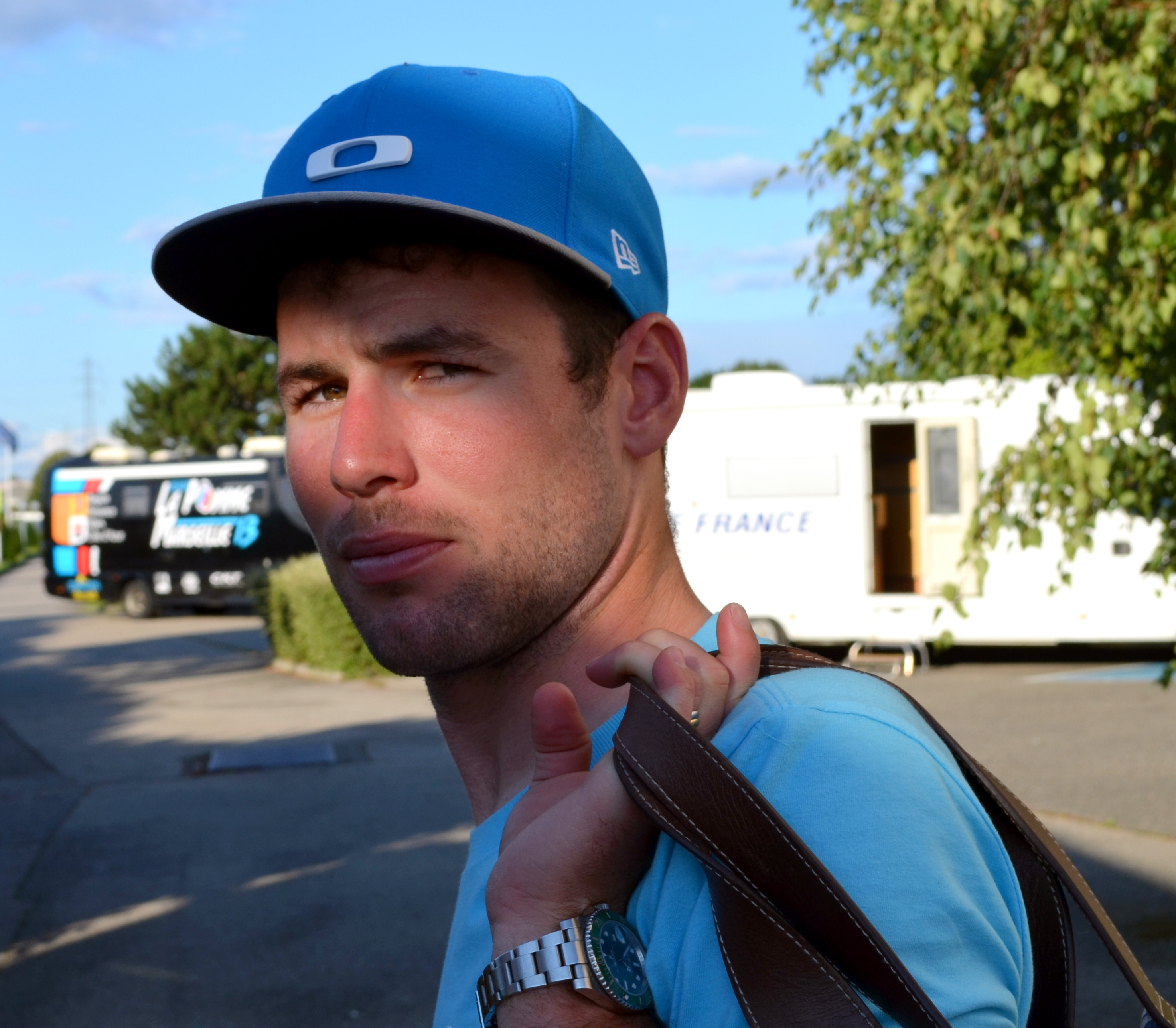
Mark Cavendish.
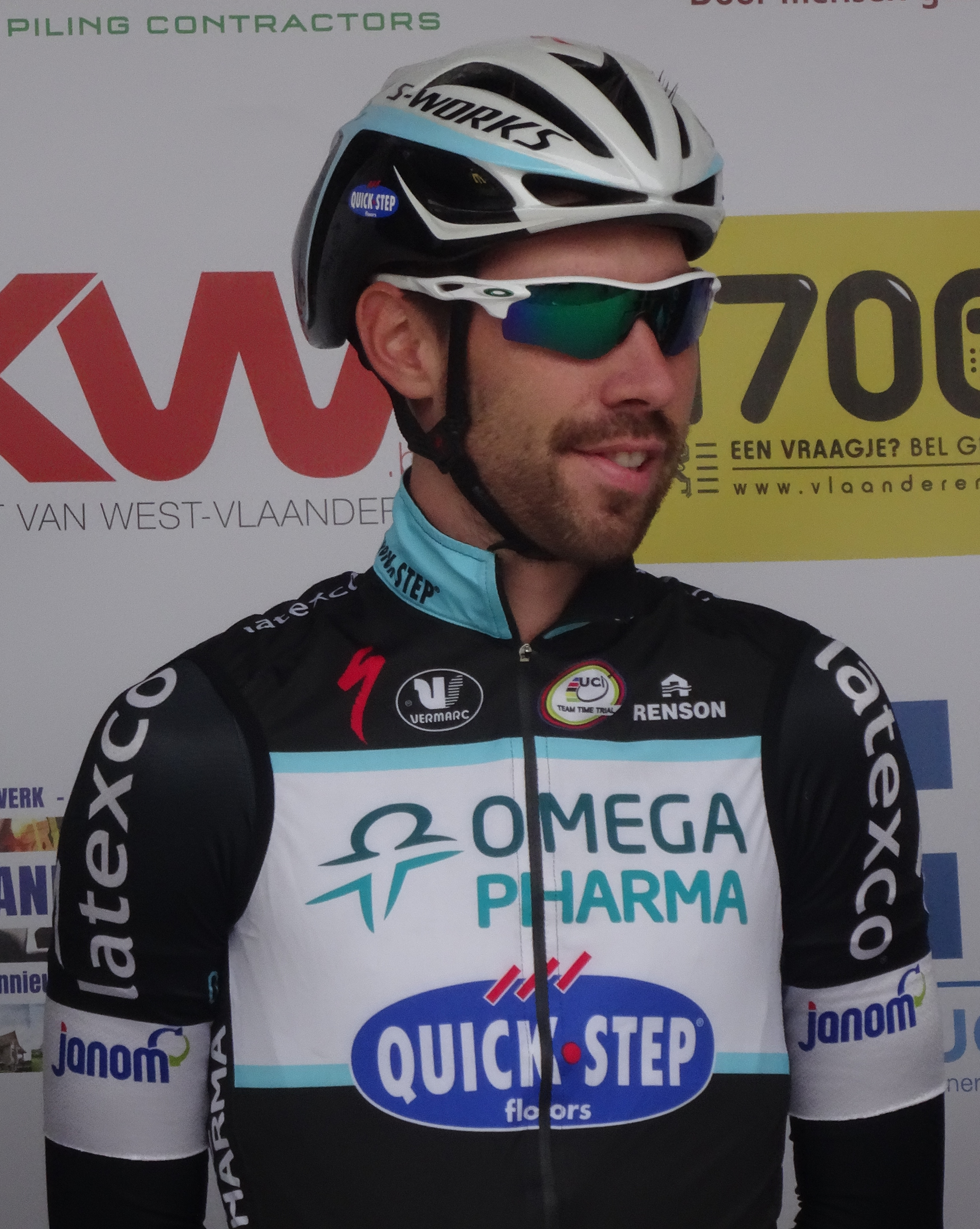
Thomas De Gendt.
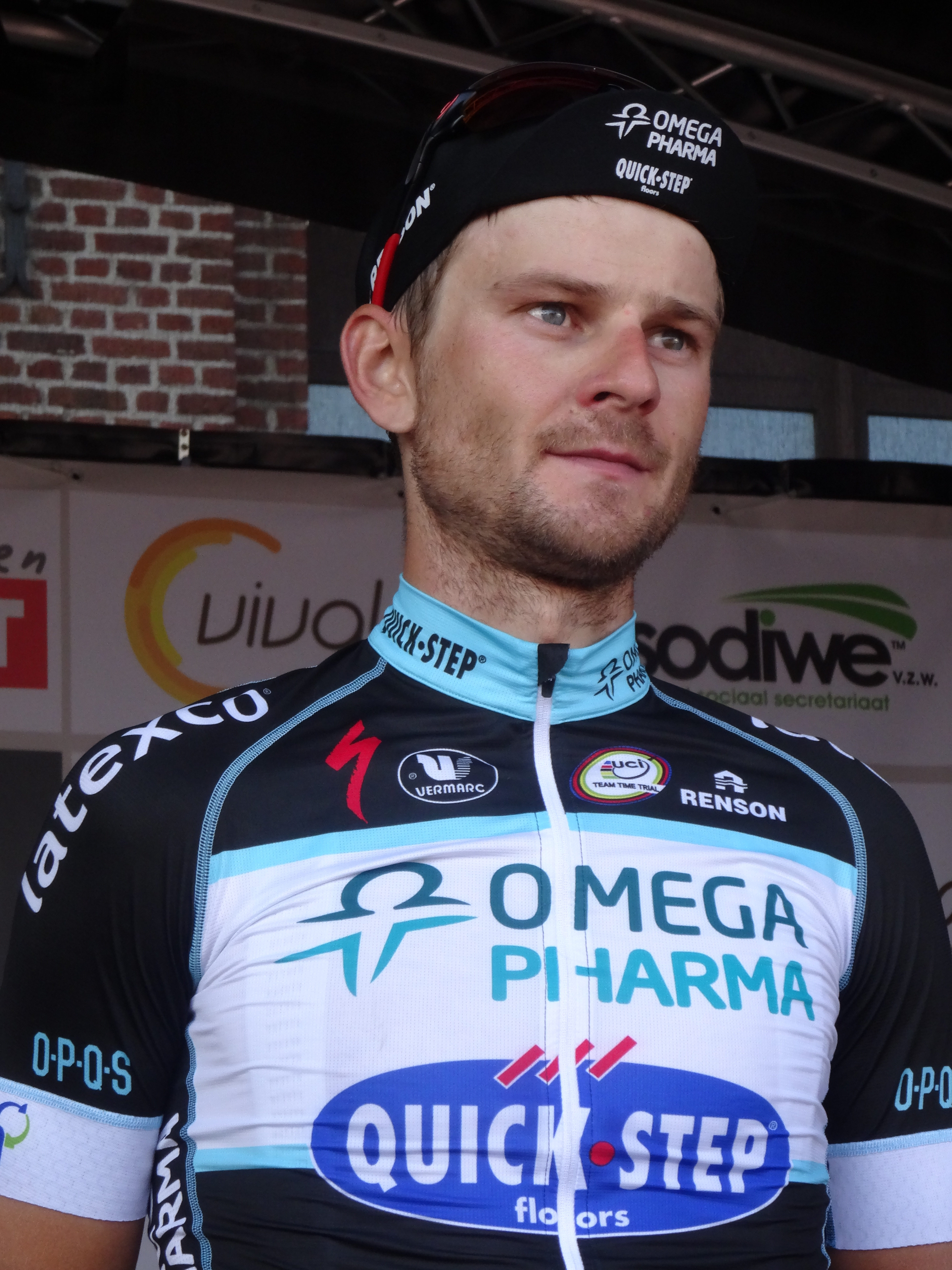
Michał Gołaś.
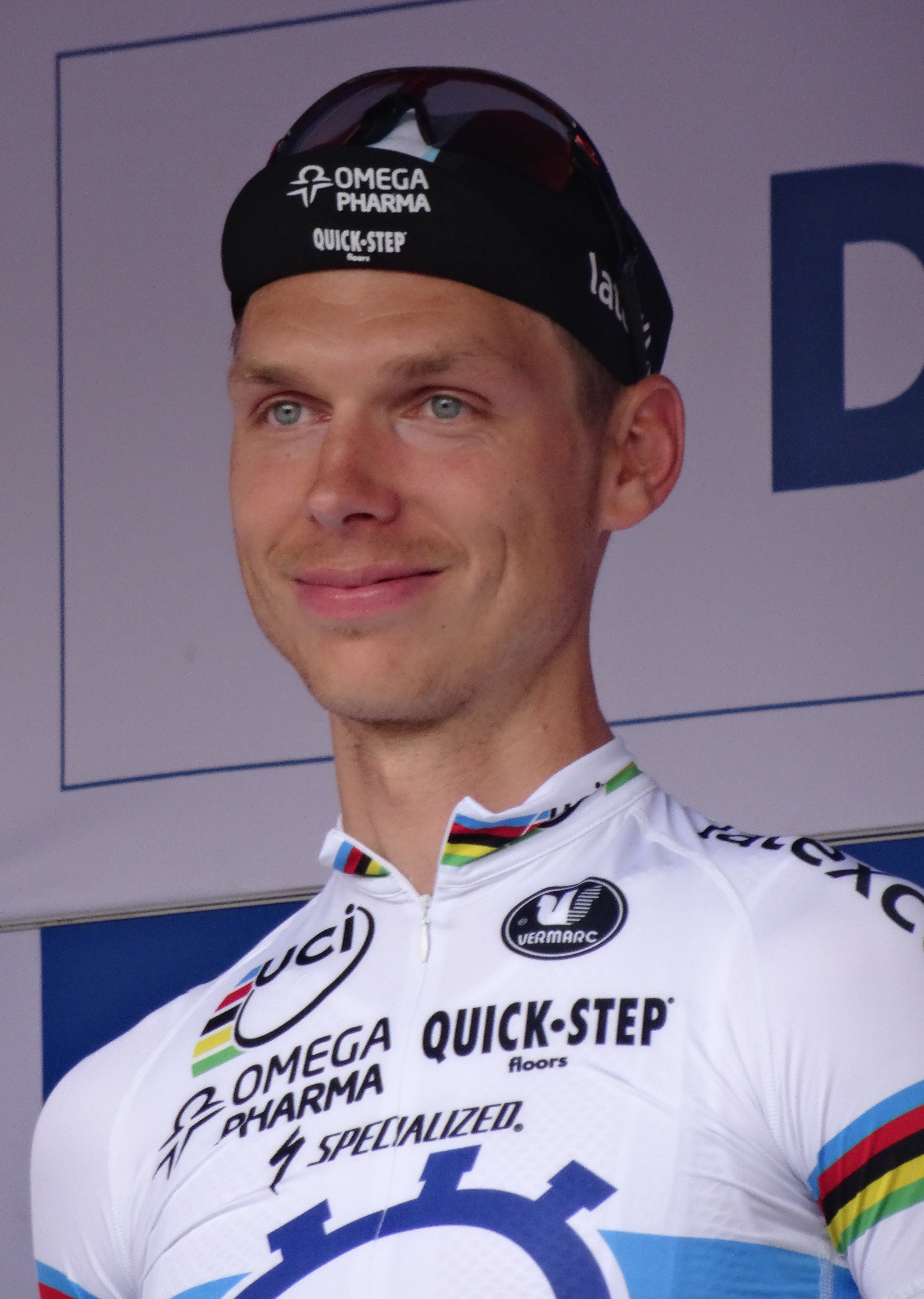
Tony Martin.
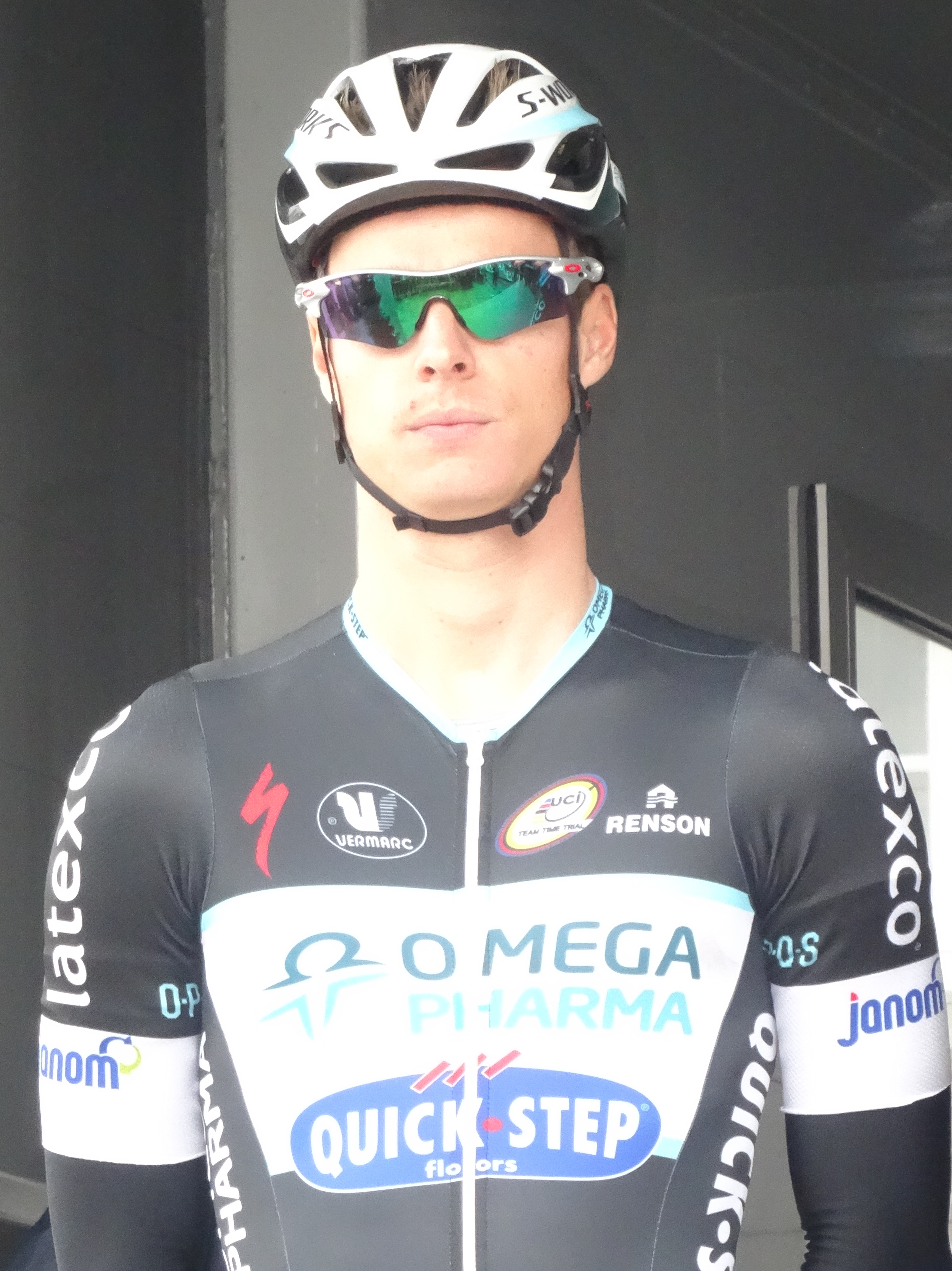
Gianni Meersman.
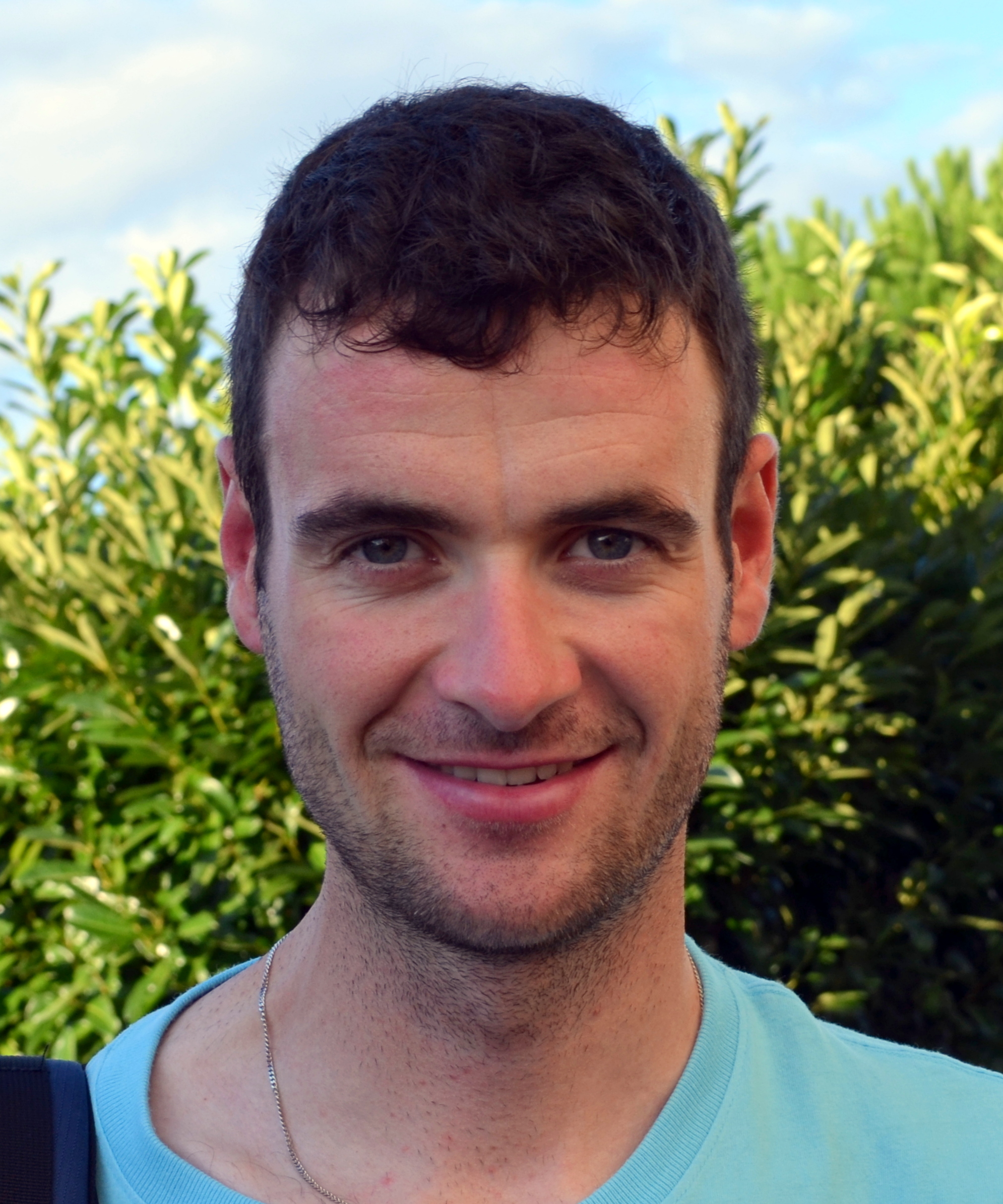
Pieter Serry.
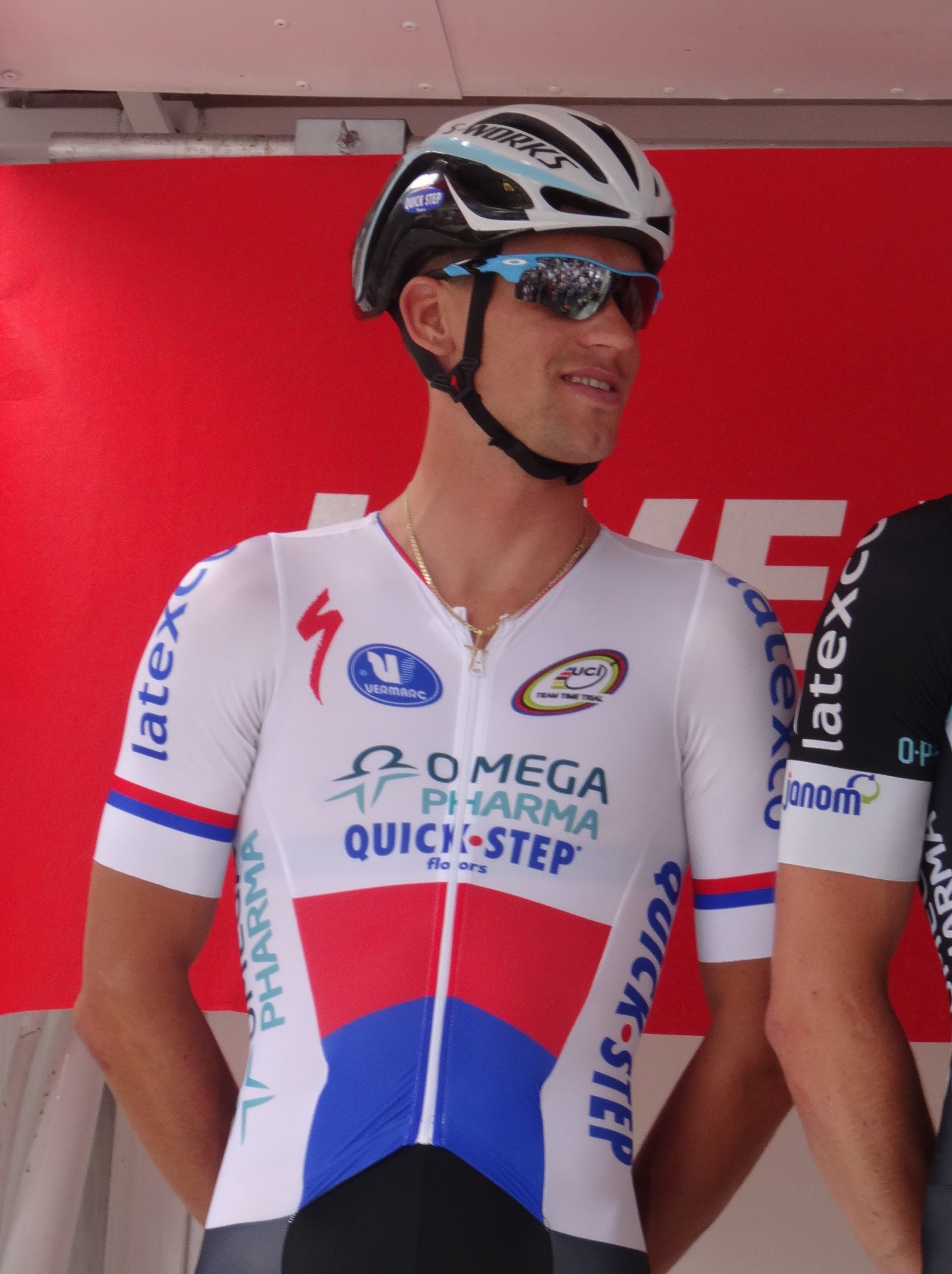
Zdeněk Štybar.
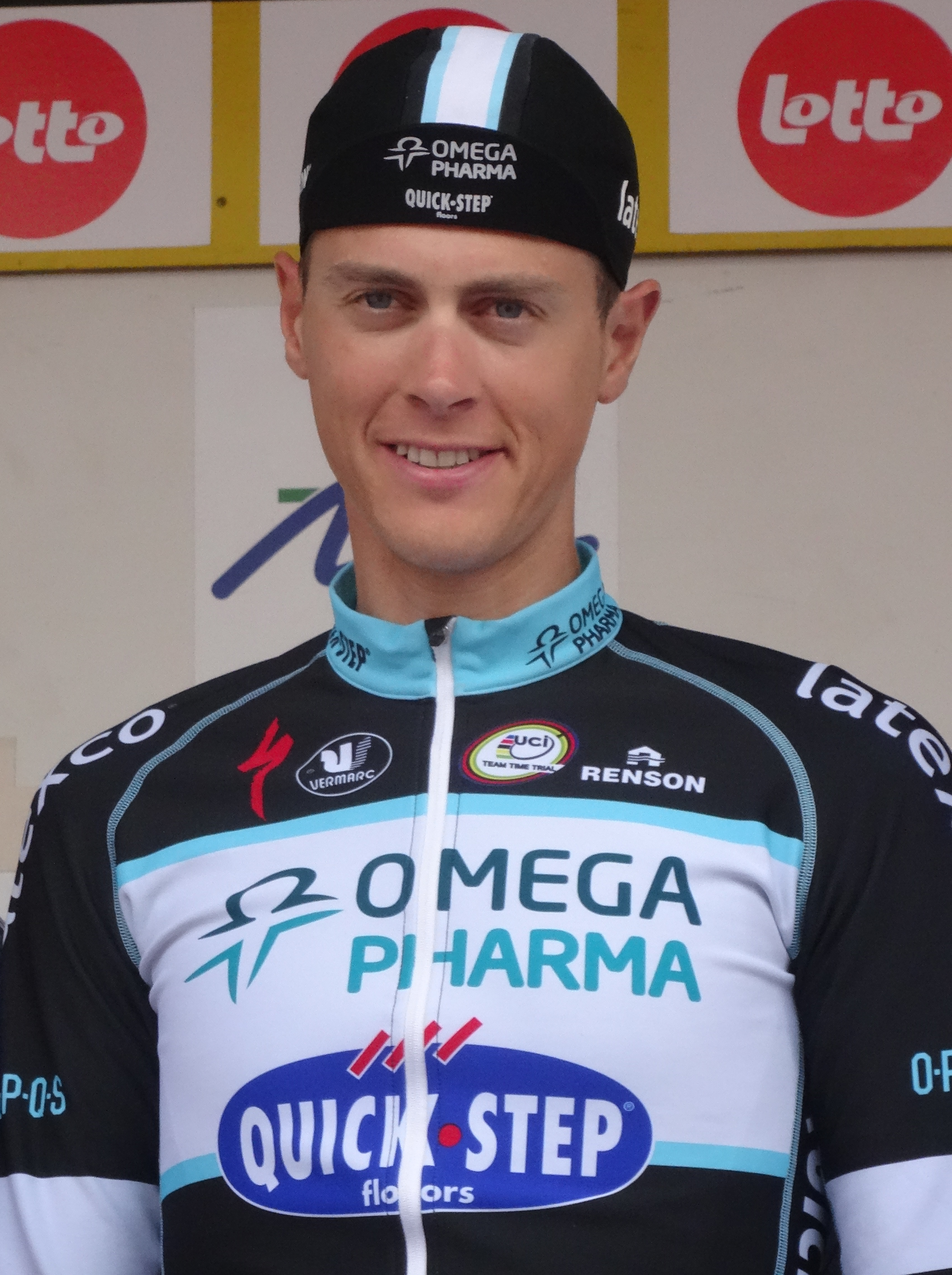
Niki Terpstra.
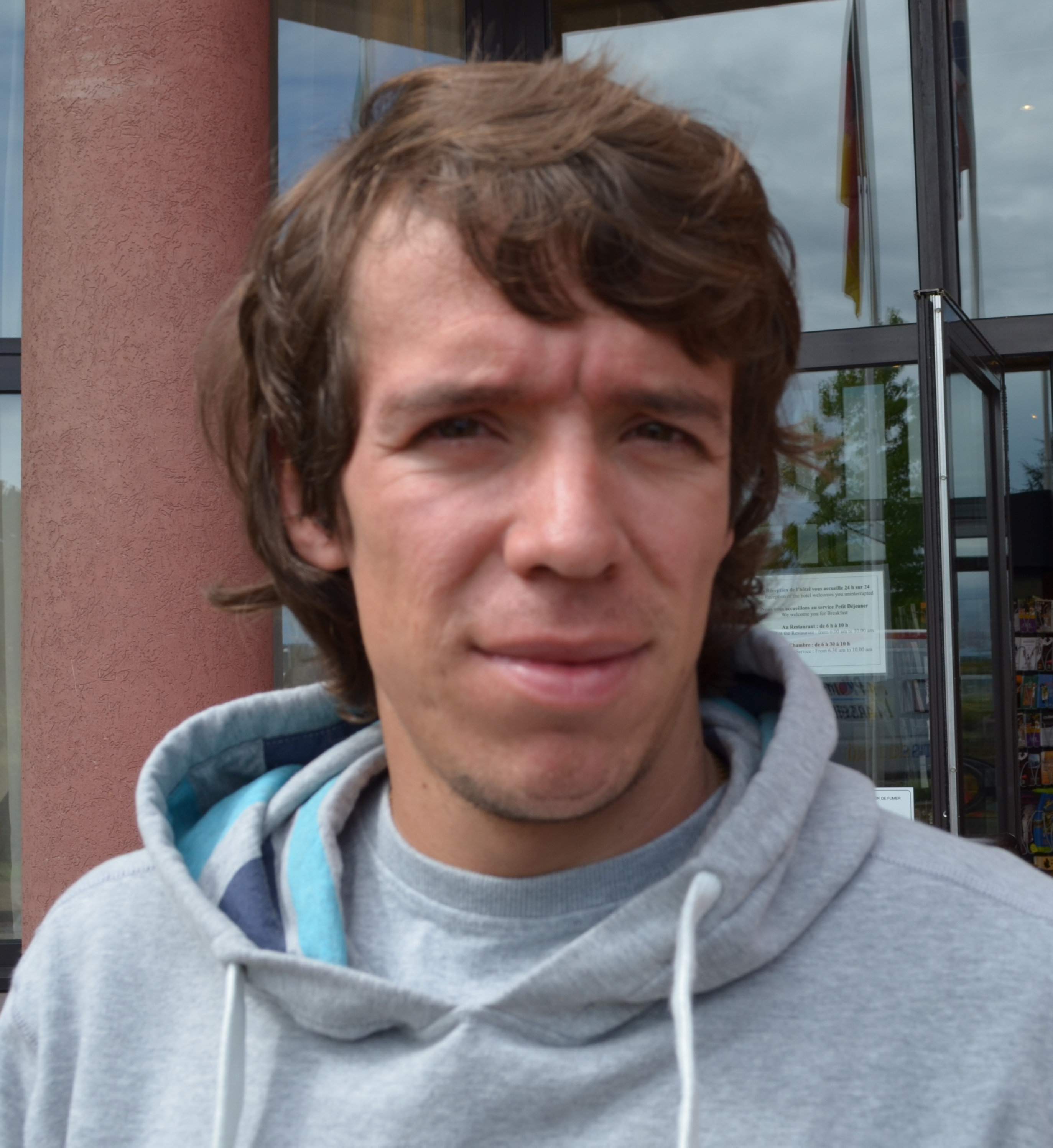
Rigoberto Urán.
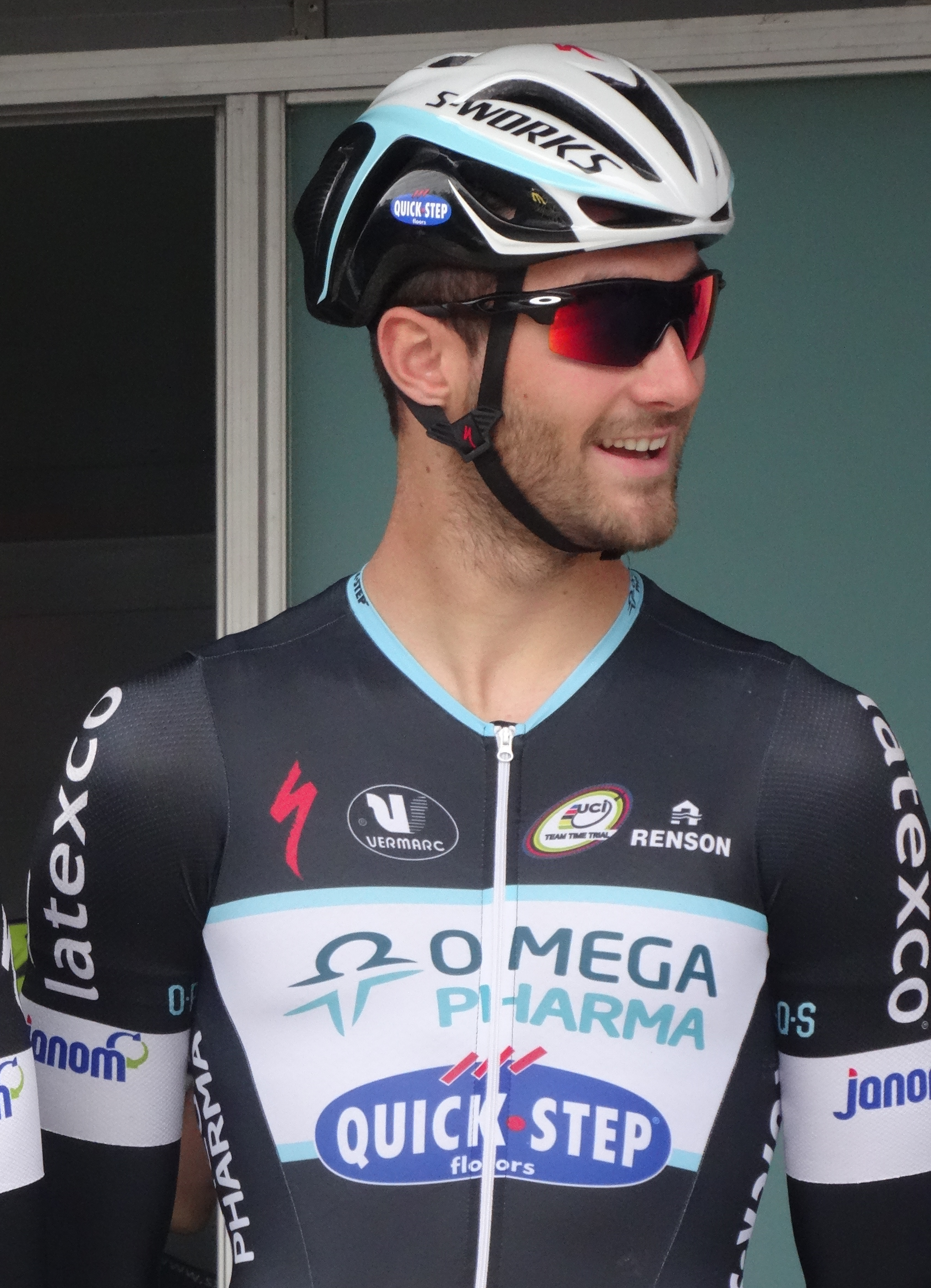
Guillaume Van Keirsbulck.
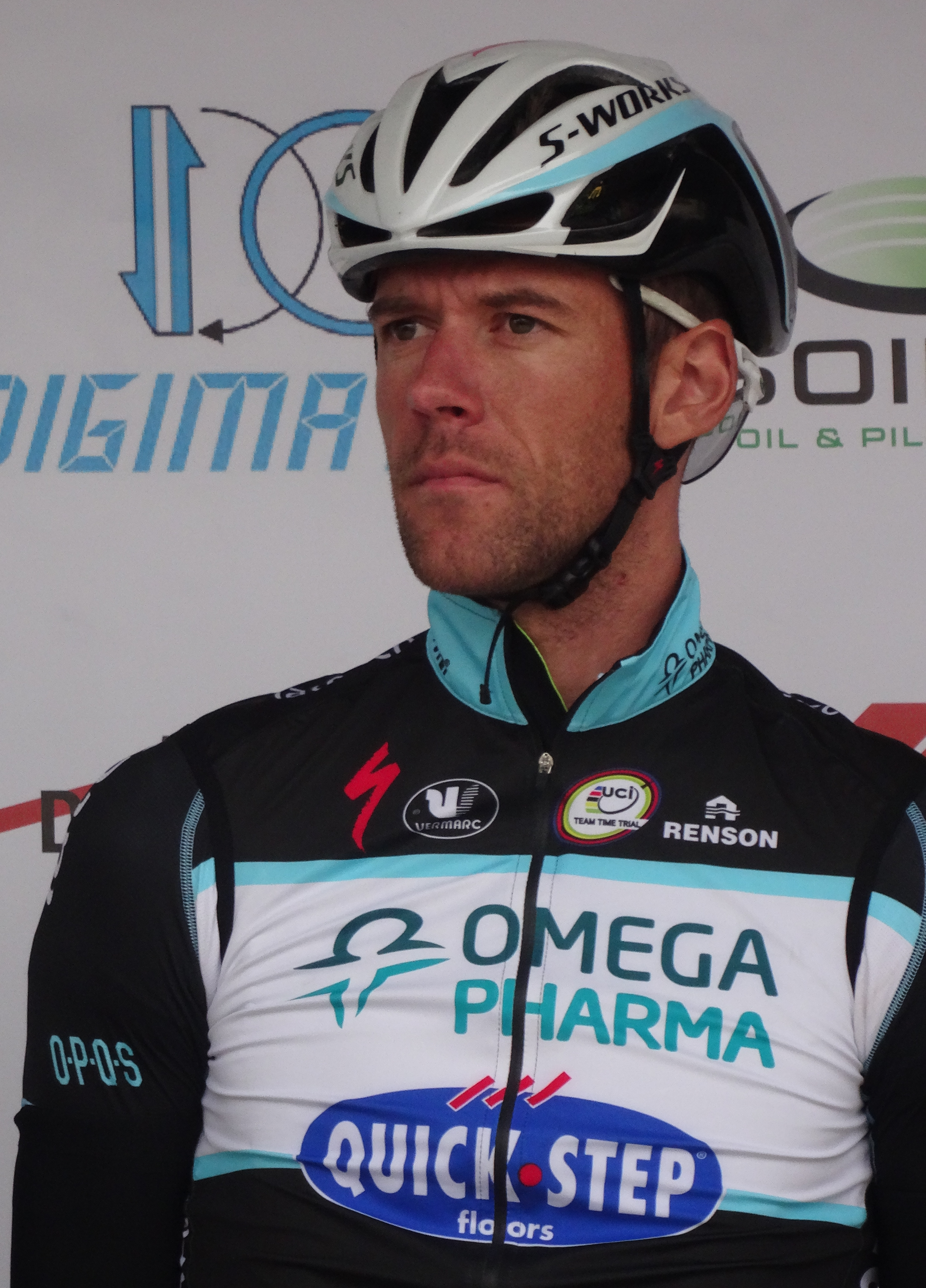
Stijn Vandenbergh.
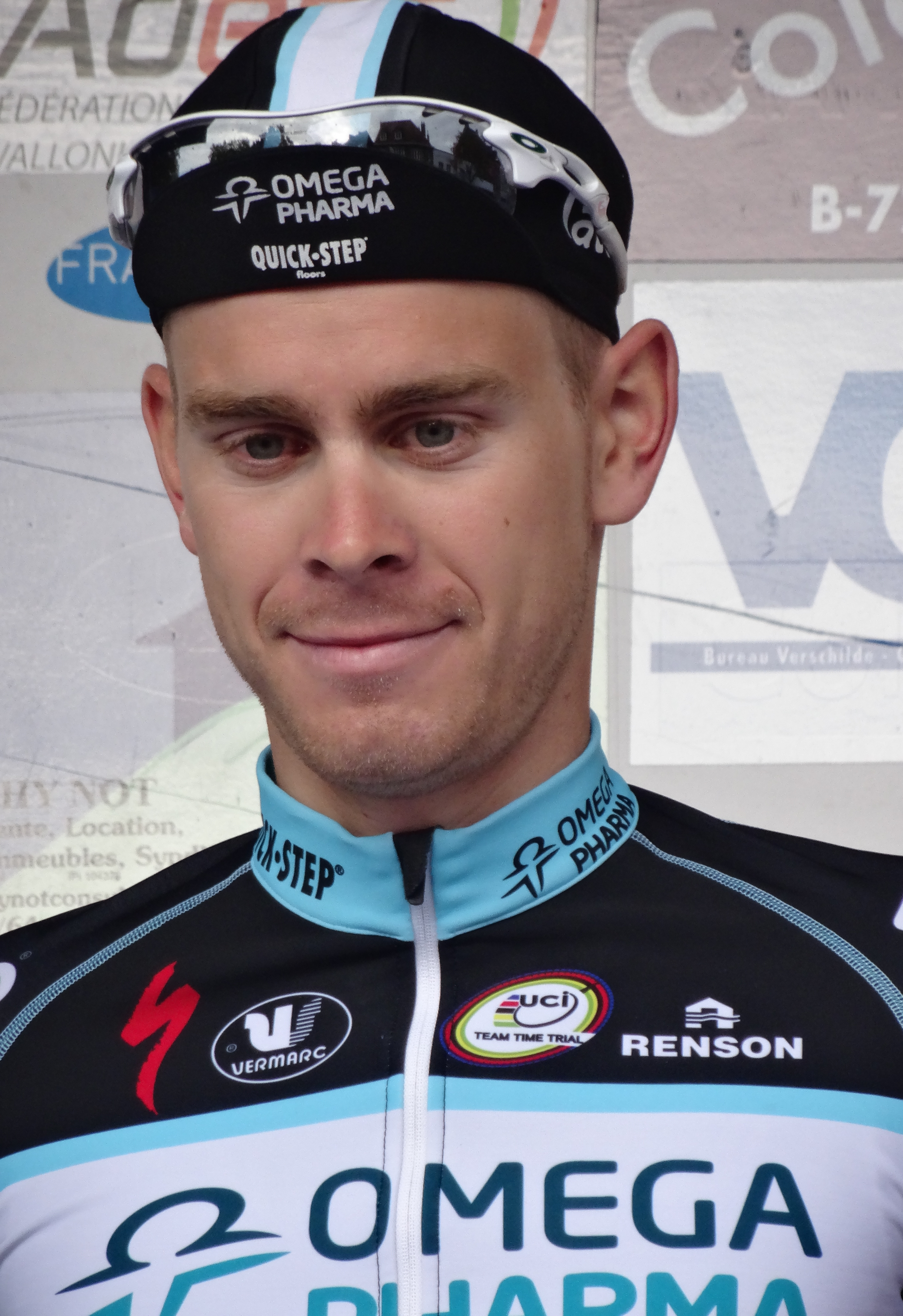
Julien Vermote.
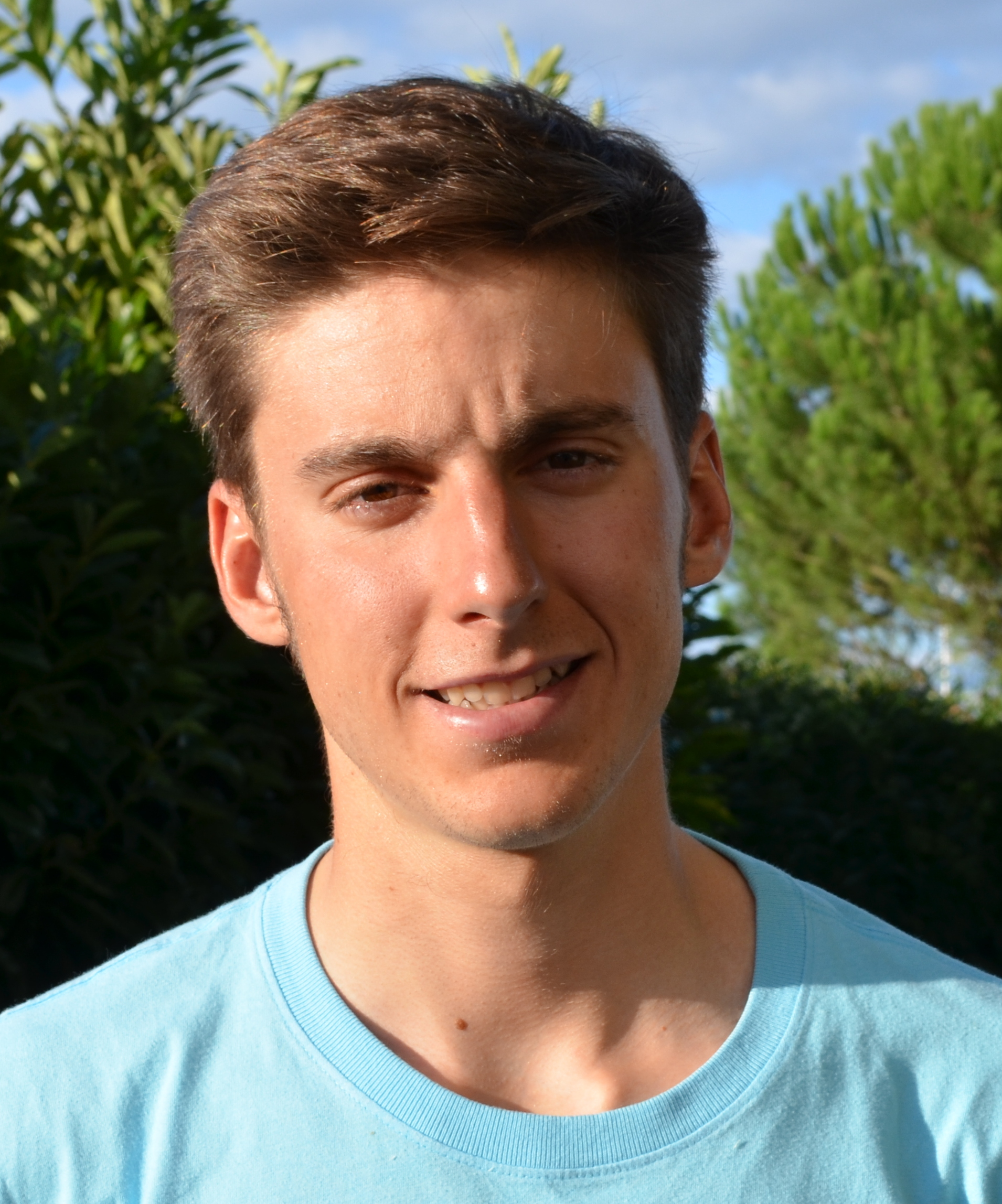
Carlos Verona.

### Encadrement

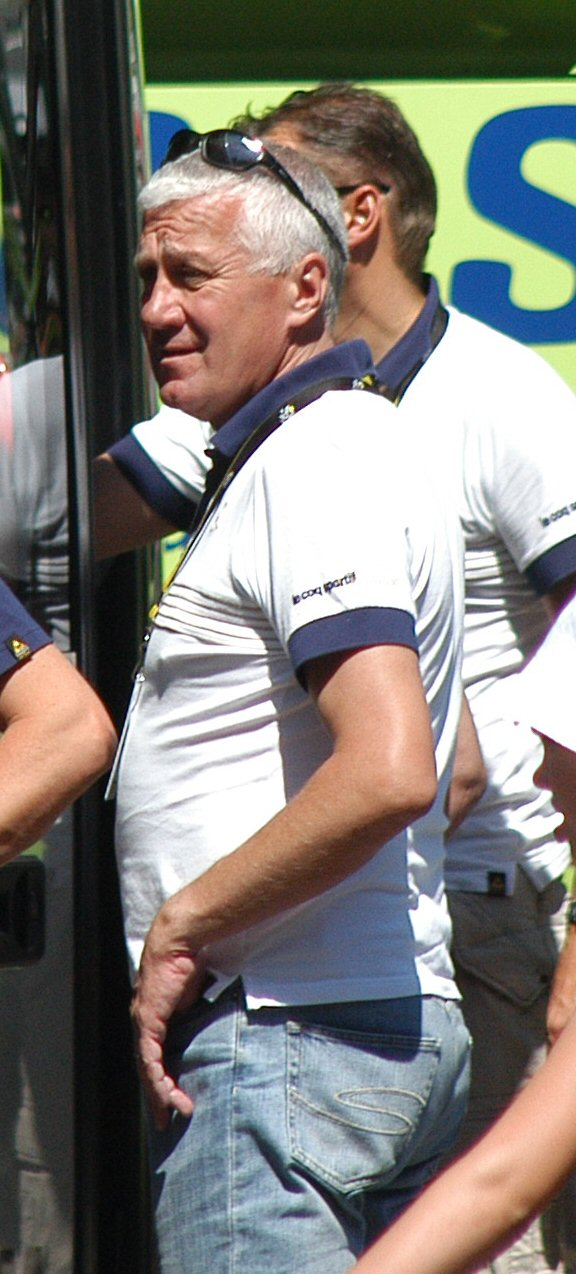
Patrick Lefevere, ici au Tour de France 2007, est le manager de l'équipe Omega Pharma-Quick Step.

## Bilan de la saison

### Victoires

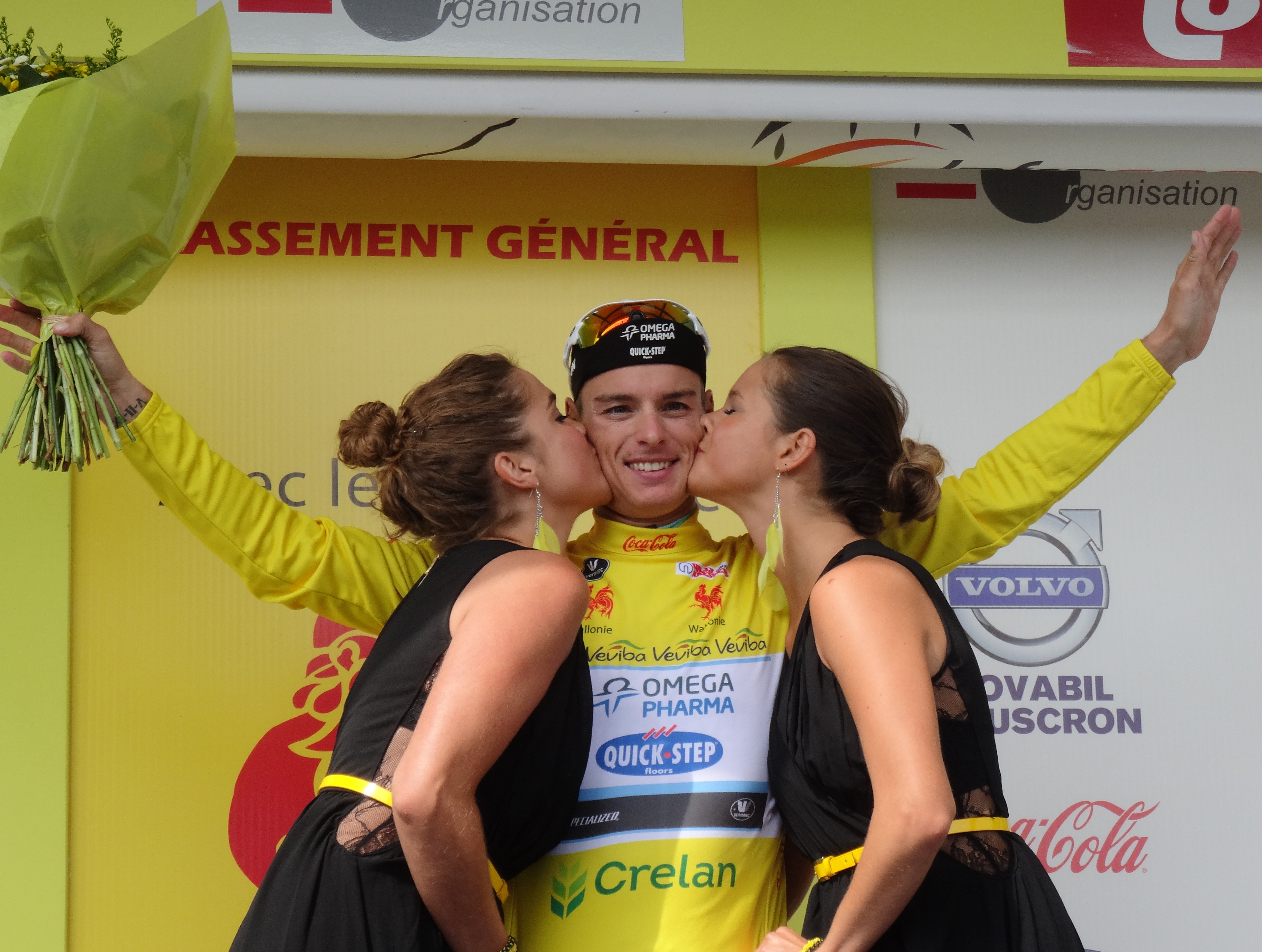
Gianni Meersman, vainqueur de la 5e étape et du classement général du Tour de Wallonie 2014.

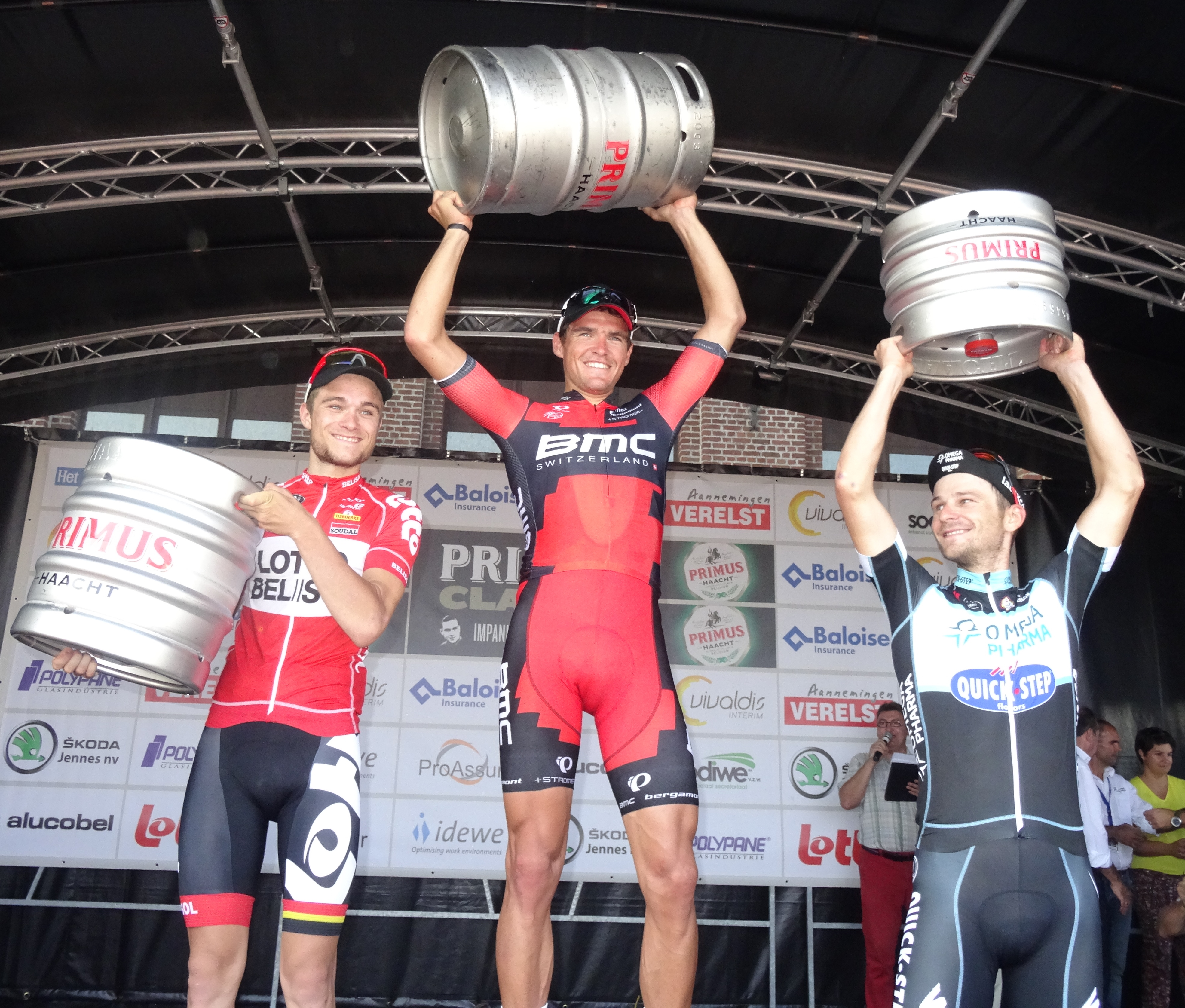
Podium de l'édition 2014 du Grand Prix Impanis-Van Petegem : Tosh Van der Sande (2e), Greg Van Avermaet (1er) et Michał Gołaś (3e).

| Date       | Course                                          | Pays        | Classe | Vainqueur                |
| ---------- | ----------------------------------------------- | ----------- | ------ | ------------------------ |
| 09/02/2014 | 1re étape du Tour du Qatar                      | Qatar       | 2.HC   | Niki Terpstra            |
| 10/02/2014 | 2e étape du Tour du Qatar                       | Qatar       | 2.HC   | Tom Boonen               |
| 11/02/2014 | Trofeo Serra de Tramontana                      | Espagne     | 1.1    | Michał Kwiatkowski       |
| 12/02/2014 | 4e étape du Tour du Qatar                       | Qatar       | 2.HC   | Tom Boonen               |
| 12/02/2014 | Trofeo Muro-Port d’Alcudia                      | Espagne     | 1.1    | Gianni Meersman          |
| 14/02/2014 | Classement général du Tour du Qatar             | Qatar       | 2.HC   | Niki Terpstra            |
| 20/02/2014 | 2e étape du Tour de l'Algarve                   | Portugal    | 2.1    | Michał Kwiatkowski       |
| 21/02/2014 | 3e étape du Tour de l'Algarve                   | Portugal    | 2.1    | Michał Kwiatkowski       |
| 23/02/2014 | 5e étape du Tour de l'Algarve                   | Portugal    | 2.1    | Mark Cavendish           |
| 23/02/2014 | Classement général du Tour de l'Algarve         | Portugal    | 2.1    | Michał Kwiatkowski       |
| 02/03/2014 | Kuurne-Bruxelles-Kuurne                         | Belgique    | 1.1    | Tom Boonen               |
| 08/03/2014 | Strade Bianche                                  | Italie      | 1.1    | Michał Kwiatkowski       |
| 09/03/2014 | 2e étape des Trois jours de Flandre-Occidentale | Belgique    | 2.1    | Guillaume Van Keirsbulck |
| 12/03/2014 | 1re étape de Tirreno-Adriatico                  | Italie      | WT     | Omega Pharma-Quick Step  |
| 17/03/2014 | 6e étape de Tirreno-Adriatico                   | Italie      | WT     | Mark Cavendish           |
| 26/03/2014 | À travers les Flandres                          | Belgique    | 1.HC   | Niki Terpstra            |
| 03/04/2014 | Classement général des Trois Jours de La Panne  | Belgique    | 2.HC   | Guillaume Van Keirsbulck |
| 08/04/2014 | 2e étape du Tour du Pays basque                 | Espagne     | WT     | Tony Martin              |
| 10/04/2014 | 4e étape du Tour du Pays basque                 | Espagne     | WT     | Wout Poels               |
| 12/04/2014 | 6e étape du Tour du Pays basque                 | Espagne     | WT     | Tony Martin              |
| 12/04/2014 | Grand Prix Pino Cerami                          | Belgique    | 1.1    | Alessandro Petacchi      |
| 14/04/2014 | Paris-Roubaix                                   | France      | WT     | Niki Terpstra            |
| 27/04/2014 | 1re étape du Tour de Turquie                    | Turquie     | 2.HC   | Mark Cavendish           |
| 28/04/2014 | 2e étape du Tour de Turquie                     | Turquie     | 2.HC   | Mark Cavendish           |
| 29/04/2014 | Prologue du Tour de Romandie                    | Suisse      | WT     | Michał Kwiatkowski       |
| 30/04/2014 | 4e étape du Tour de Turquie                     | Turquie     | 2.HC   | Mark Cavendish           |
| 04/05/2014 | 8e étape du Tour de Turquie                     | Turquie     | 2.HC   | Mark Cavendish           |
| 11/05/2014 | 1re étape du Tour de Californie                 | États-Unis  | 2.HC   | Mark Cavendish           |
| 18/05/2014 | 8e étape du Tour de Californie                  | États-Unis  | 2.HC   | Mark Cavendish           |
| 22/05/2014 | 12e étape du Tour d'Italie                      | Italie      | WT     | Rigoberto Urán           |
| 28/05/2014 | 1re étape du Tour de Belgique                   | Belgique    | 2.HC   | Tom Boonen               |
| 29/05/2014 | 2e étape du Tour de Belgique                    | Belgique    | 2.HC   | Tom Boonen               |
| 30/05/2014 | 3e étape du Tour de Belgique                    | Belgique    | 2.HC   | Tony Martin              |
| 01/06/2014 | Classement général du Tour de Belgique          | Belgique    | 2.HC   | Tony Martin              |
| 13/06/2014 | 6e étape du Critérium du Dauphiné               | France      | WT     | Jan Bakelants            |
| 14/06/2014 | 1re étape du Tour de Suisse                     | Suisse      | WT     | Tony Martin              |
| 17/06/2014 | 4e étape du Tour de Suisse                      | Suisse      | WT     | Mark Cavendish           |
| 19/06/2014 | 6e étape du Tour de Suisse                      | Suisse      | WT     | Matteo Trentin           |
| 20/06/2014 | 7e étape du Tour de Suisse                      | Suisse      | WT     | Tony Martin              |
| 25/06/2014 | Championnat de Pologne du contre-la-montre      | Pologne     | CN     | Michał Kwiatkowski       |
| 27/06/2014 | Championnat d'Allemagne du contre-la-montre     | Allemagne   | CN     | Tony Martin              |
| 29/06/2014 | Championnat de République tchèque sur route     | Tchéquie    | CN     | Zdeněk Štybar            |
| 11/07/2014 | 7e étape du Tour de France                      | France      | WT     | Matteo Trentin           |
| 13/07/2014 | 9e étape du Tour de France                      | France      | WT     | Tony Martin              |
| 26/07/2014 | 20e étape du Tour de France                     | France      | WT     | Tony Martin              |
| 30/07/2014 | 5e étape du Tour de Wallonie                    | Belgique    | 2.HC   | Gianni Meersman          |
| 30/07/2014 | Classement général du Tour de Wallonie          | Belgique    | 2.HC   | Gianni Meersman          |
| 04/08/2014 | 2e étape du Tour de Pologne                     | Pologne     | WT     | Petr Vakoč               |
| 12/08/2014 | 2e étape de l'Eneco Tour                        | Belgique    | WT     | Zdeněk Štybar            |
| 12/08/2014 | Prologue du Tour de l'Ain                       | France      | 2.1    | Gianni Meersman          |
| 14/08/2014 | 2e étape du Tour de l'Ain                       | France      | 2.1    | Gianni Meersman          |
| 16/08/2014 | 4e étape du Tour de l'Ain                       | France      | 2.1    | Julian Alaphilippe       |
| 17/08/2014 | 7e étape de l'Eneco Tour                        | Belgique    | WT     | Guillaume Van Keirsbulck |
| 24/08/2014 | Châteauroux Classic de l'Indre                  | France      | 1.1    | Iljo Keisse              |
| 26/08/2014 | 1re étape du Tour du Poitou-Charentes           | France      | 2.1    | Mark Cavendish           |
| 27/08/2014 | 2e étape du Tour du Poitou-Charentes            | France      | 2.1    | Mark Cavendish           |
| 02/09/2014 | 10e étape du Tour d'Espagne                     | Espagne     | WT     | Tony Martin              |
| 08/09/2014 | 2e étape du Tour de Grande-Bretagne             | Royaume-Uni | 2.HC   | Mark Renshaw             |
| 10/09/2014 | 4e étape du Tour de Grande-Bretagne             | Royaume-Uni | 2.HC   | Michał Kwiatkowski       |
| 13/09/2014 | 7e étape du Tour de Grande-Bretagne             | Royaume-Uni | 2.HC   | Julien Vermote           |
| 07/10/2014 | Binche-Chimay-Binche                            | Belgique    | 1.1    | Zdeněk Štybar            |

En plus de ces victoires, le Polonais Michał Kwiatkowski est devenu champion du monde et le duo formé par Iljo Keisse et Mark Cavendish a remporté les Six jours de Zurich.

### Résultats sur les courses majeures
Les tableaux suivants représentent les résultats de l'équipe dans les principales courses du calendrier international (les cinq classiques majeures et les trois grands tours). Pour chaque épreuve est indiqué le meilleur coureur de l'équipe, son classement ainsi que les accessits glanés par Omega Pharma-Quick Step sur les courses de trois semaines.

#### Classiques
| Classique            | Milan-San Remo      | Tour des Flandres      | Paris-Roubaix       | Liège-Bastogne-Liège    | Tour de Lombardie  |
| -------------------- | ------------------- | ---------------------- | ------------------- | ----------------------- | ------------------ |
| Coureur (classement) | Mark Cavendish (5e) | Stijn Vandenbergh (4e) | Niki Terpstra (1er) | Michał Kwiatkowski (3e) | Pieter Serry (35e) |

#### Grands tours
| Grand tour           | Tour d'Italie                                                            | Tour de France                                             | Tour d'Espagne                   |
| -------------------- | ------------------------------------------------------------------------ | ---------------------------------------------------------- | -------------------------------- |
| Coureur (classement) | Rigoberto Urán (2e)                                                      | Jan Bakelants (24e)                                        | Wout Poels (38e)                 |
| Accessits            | 1 victoire d'étape (Rigoberto Urán) et classement par équipes aux points | 3 victoires d'étapes (Matteo Trentin) et (Tony Martin (2)) | 1 victoire d'étape (Tony Martin) |

### Classement UCI
L'équipe Omega Pharma-Quick Step termine à la quatrième place du World Tour avec 1 016 points. Ce total est obtenu par l'addition des 140 points amenés par la 3e place du championnat du monde du contre-la-montre par équipes et des points des cinq meilleurs coureurs de l'équipe au classement individuel que sont Michał Kwiatkowski, 16e avec 257 points, Niki Terpstra, 26e avec 200 points, Rigoberto Urán, 30e avec 173 points, Tony Martin, 34e avec 146 points, et Stijn Vandenbergh, 54e avec 100 points,.
| Rang | Coureur                  | Points |
| ---- | ------------------------ | ------ |
| 16   | Michał Kwiatkowski       | 257    |
| 26   | Niki Terpstra            | 200    |
| 30   | Rigoberto Urán           | 173    |
| 34   | Tony Martin              | 146    |
| 54   | Stijn Vandenbergh        | 100    |
| 57   | Zdeněk Štybar            | 93     |
| 58   | Mark Cavendish           | 92     |
| 71   | Tom Boonen               | 74     |
| 93   | Julian Alaphilippe       | 37     |
| 95   | Matteo Trentin           | 36     |
| 105  | Gianni Meersman          | 24     |
| 110  | Mark Renshaw             | 22     |
| 138  | Wout Poels               | 10     |
| 139  | Petr Vakoč               | 10     |
| 147  | Jan Bakelants            | 8      |
| 163  | Guillaume Van Keirsbulck | 6      |
| 189  | Alessandro Petacchi      | 4      |
| 192  | Gianluca Brambilla       | 3      |
| 196  | Nikolas Maes             | 3      |
| 200  | Pieter Serry             | 2      |
| 213  | Thomas De Gendt          | 2      |
| 217  | Andrew Fenn              | 2      |
| 227  | Julien Vermote           | 1      |